# 앨리스 (가상 비서)
앨리스(Alice)는 안드로이드, iOS, 마이크로소프트 윈도우 운영 체제와 얀덱스가 개발한 얀덱스 자체 기기용으로 개발된 러시아의 가상 비서이다. 앨리스는 2017년 10월 10일 공식 선보였다. 인터넷 검색, 날씨예보 등 공통 작업 외에 애플리케이션과 칫챗(chit-chat)을 실행할 수도 있다. 앨리스는 또한 얀덱스 스테이션 스마트 스피커에 사용되는 가상 비서이기도 하다.

## 같이 보기
- 인공지능
- HAL 9000
- 사물인터넷
- 스마트 장치